# Gilbert Baker
 Der er for få eller ingen kildehenvisninger i denne artikel, hvilket er et problem. Du kan hjælpe ved at angive troværdige kilder til de påstande, som fremføres i artiklen.

Gilbert Baker  (født 2. juni 1951 i Chanute, Kansas, død 30. marts 2017 i New York City) var en amerikansk kunstner, mest kendt for at have designet regnbueflaget.
Baker aftjente en del af sin soldatertid i San Francisco, hvor han bl.a. traf Harvey Milk. Han lærte at sy  og skabte i 1978 den første udgave af LGBT-flaget. Han arbejdede for en flagfabrik i byen fra 1979 til 1995, hvor han flyttede til New York. Her fortsatte han som flag-designer og LGBT-aktivist frem til sin død i marts 2017.